# Liste der Mitglieder der Deutschen Akademie der Naturforscher Leopoldina/1880
Die Liste der Mitglieder der Deutschen Akademie der Naturforscher Leopoldina für 1880 enthält alle Personen, die im Jahr 1880 zum Mitglied ernannt wurden. Insgesamt gab es 36 neu gewählte Mitglieder.

## Neu gewählte Mitglieder
| Nr.  | Name                                   | Geboren       | Aufnahme | Gestorben     | Fachsektion                                    | Bild                                                                          |
| ---- | -------------------------------------- | ------------- | -------- | ------------- | ---------------------------------------------- | ----------------------------------------------------------------------------- |
| 2241 | Carl Müller                            | 16. Dez. 1818 | 5. Jan.  | 9. Feb. 1899  | Botanik                                        | Karl Johann August Müller (von Halle)                                         |
| 2242 | Friedrich Merkel                       | 5. Apr. 1845  | 6. Jan.  | 28. Mai 1919  | Zoologie und Anatomie                          | Friedrich Merkel                                                              |
| 2243 | K. Prantl                              | 10. Sep. 1849 | 12. Jan. | 24. Feb. 1893 | Botanik                                        | K. A. E. Prantl                                                               |
| 2244 | Ernst Hugo Heinrich Pfitzer            | 26. März 1846 | 22. Jan. | 3. Dez. 1906  | Botanik                                        | Ernst Hugo Heinrich Pfitzer                                                   |
| 2245 | Ernst Ludwig Wilhelm Maximilian Curtze | 4. Aug. 1837  | 22. Jan. | 3. Jan. 1903  | Mathematik und Astronomie                      | Maximilian Curtze (1903)                                                      |
| 2246 | L. Prowe                               | 14. Okt. 1821 | 22. Jan. | 26. Sep. 1887 | Mathematik und Astronomie                      | Leopold Prowe                                                                 |
| 2247 | Carl Chr. Panthel                      | 27. Dez. 1821 | 1. Feb.  | 24. März 1900 | Wissenschaftliche Medizin                      |                                                                               |
| 2248 | Anton Johann Fritsch                   | 30. Juni 1832 | 10. Feb. | 15. Nov. 1913 | Mineralogie und Geologie Zoologie und Anatomie | Anton Johann Fritsch                                                          |
| 2249 | Eduard Oscar Schmidt                   | 21. Feb. 1823 | 13. Feb. | 17. Jan. 1886 | Zoologie und Anatomie                          | Eduard Oscar Schmidt                                                          |
| 2250 | Simon Schwendener                      | 10. Feb. 1829 | 14. Feb. | 27. Mai 1919  | Botanik                                        | Simon Schwendener                                                             |
| 2251 | Albert Ladenburg                       | 2. Juli 1842  | 14. Feb. | 15. Aug. 1911 | Chemie                                         | Albert Ladenburg                                                              |
| 2252 | Rudolf Engelmann                       | 1. Juni 1841  | 14. Feb. | 28. März 1888 | Mathematik und Astronomie                      | Rudolf Engelmann                                                              |
| 2253 | Rudolf Böttger                         | 28. Apr. 1806 | 14. Feb. | 29. Apr. 1881 | Chemie                                         | Rudolf Böttger                                                                |
| 2254 | Wilhelm Beneke                         | 27. März 1824 | 16. Feb. | 16. Dez. 1882 | Wissenschaftliche Medizin                      | Wilhelm Beneke                                                                |
| 2255 | Nicolaus Friedreich                    | 31. Juli 1825 | 16. Feb. | 6. Juli 1882  | Wissenschaftliche Medizin                      | Nicolaus Friedreich                                                           |
| 2256 | Johannes Christian Gustav Lucae        | 14. März 1814 | 24. Feb. | 3. Feb. 1885  | Zoologie und Anatomie                          | Johann Christian Gustav Lucae, Fotografie um 1876                             |
| 2257 | Alexander Ecker                        | 10. Juli 1816 | 2. Mrz.  | 20. Mai 1887  | Zoologie und Anatomie                          | Alexander Ecker                                                               |
| 2258 | Johannes Justus Rein                   | 27. Jan. 1835 | 5. Mrz.  | 23. Jan. 1918 | Anthropologie, Ethnologie und Geographie       | Johannes Justus Rein (1906). Foto von Aura Hertwig                            |
| 2259 | Julius Arnold                          | 19. Aug. 1835 | 6. Mrz.  | 2. Feb. 1915  | Wissenschaftliche Medizin                      | Julius Arnold                                                                 |
| 2260 | Emil Ponfick                           | 3. Nov. 1844  | 6. Mrz.  | 3. Nov. 1913  | Wissenschaftliche Medizin                      | Emil Ponfick                                                                  |
| 2261 | Julius von Sachs                       | 2. Okt. 1832  | 10. Mrz. | 29. Mai 1897  | Botanik                                        | Julius von Sachs                                                              |
| 2262 | Carl Koester                           | 2. Apr. 1843  | 13. Mrz. | 2. Dez. 1904  | Wissenschaftliche Medizin                      | Bildnis von Karl Koester aus der Münchener medizinischen Wochenschrift (1905) |
| 2263 | Albert Franz Ludwig Voss               | 24. Apr. 1837 | 14. Mrz. | 19. Juli 1906 | Anthropologie, Ethnologie und Geographie       | Albert Franz Ludwig Voss                                                      |
| 2264 | Carl Friedrich Mosler                  | 8. März 1831  | 18. Mrz. | 3. Jan. 1911  | Wissenschaftliche Medizin                      | Friedrich Mosler                                                              |
| 2265 | Richard Volkmann                       | 17. Aug. 1830 | 26. Mrz. | 28. Nov. 1889 | Wissenschaftliche Medizin                      | Richard Volkmann                                                              |
| 2266 | Earl of Rosse                          | 17. Nov. 1840 | 26. Mrz. | 29. Aug. 1908 | Mathematik und Astronomie                      | Earl of Rosse                                                                 |
| 2267 | Georg Friedrich Jacob Grohé            | 12. März 1830 | 30. Mrz. | 21. Nov. 1886 | Wissenschaftliche Medizin                      | Friedrich Grohé, vor 1880                                                     |
| 2268 | Rudolph Clausius                       | 2. Jan. 1822  | 4. Apr.  | 24. Aug. 1888 | Physik und Meteorologie                        | Rudolph Clausius                                                              |
| 2269 | Hugo Rühle                             | 12. Sep. 1824 | 7. Apr.  | 11. Juli 1888 | Wissenschaftliche Medizin                      | Hugo Rühle                                                                    |
| 2270 | Alexander Merenski                     | 8. Juni 1837  | 8. Apr.  | 22. Mai 1918  | Anthropologie, Ethnologie und Geographie       | Aleander Merenski                                                             |
| 2271 | Gerhard vom Rath                       | 20. Aug. 1830 | 10. Apr. | 23. Apr. 1888 | Mineralogie und Geologie                       |                                                                               |
| 2272 | Wilhelm Pfeffer                        | 9. März 1845  | 5. Mai   | 31. Jan. 1920 | Botanik                                        | Wilhelm Pfeffer                                                               |
| 2273 | Max Thomas Edelmann                    | 18. Okt. 1845 | 24. Jun. | 28. Apr. 1913 | Physik und Meteorologie                        |                                                                               |
| 2274 | Wilhelm His                            | 9. Juli 1831  | 25. Nov. | 1. Mai 1904   | Zoologie und Anatomie                          | Wilhelm His                                                                   |
| 2275 | Albert Bernhard Frank                  | 17. Jan. 1839 | 22. Dez. | 27. Sep. 1900 | Botanik                                        | Albert Bernhard Frank                                                         |
| 2276 | Carl Ottokar Franz Cech                | 5. März 1842  | 26. Dez. | 8. Juni 1895  | Chemie                                         |                                                                               |